# 泪骨
淚骨是一對薄薄的骨，其大小及形狀像一手指甲。是顏面骨最小的骨頭，這些骨在鼻骨的後外側， 眼眶的內側壁。淚腺窩（Lacrimal Fossa）內有淚囊位於其中。

## 外部連結
- 解剖學(Anatomy)-lacrimal bone(淚骨) （页面存档备份，存于）